# Iztaccíhuatl
De Iztaccíhuatl of Ixtaccíhuatl is een actieve vulkaan in de Mexicaanse deelstaten Mexico en Puebla. De Ixtaccíhuatl is 5286 meter hoog, hoewel satellietmetingen aangeven dat hij in werkelijkheid 5230 meter hoog is. Het is het derde hoogste punt van Mexico, na de Piek van Orizaba en de Popocatépetl, waarmee hij een dubbelvulkaan vormt.
De Ixtaccíhuatl bestaat uit vier pieken en wordt van de Popocatépetl gescheiden door de Pas van Cortés. 
Wanneer de vulkaan vanuit het oosten of westen wordt gezien, toont de Ixtaccíhuatl een sterke vergelijkenis met een slapende vrouw. De naam Ixtaccíhuatl betekent dan ook 'witte vrouw' in het Nahuatl. In de Azteekse mythologie was Ixtaccíhuatl een prinses die verliefd was op de krijger Popocatépetl. Haar vader beloofde dat zij hem mocht huwen wanneer hij terug zou keren van een veldtocht in Oaxaca. Hij ging ervan uit dat Popocatépetl toch niet levend terug zou keren, dus vertelde hij zijn dochter dat hij was overleden. Deze stierf daarna van verdriet. Later bleek dat Popocatépetl nog wel in leven was. Toen deze hoorde van de dood van zijn geliefde stierf hij ook van verdriet. De goden gaven hun vervolgens een kleed van sneeuw en veranderden ze in de twee vulkanen.